# Roger Bourrat
Roger Joseph Bourrat (ur. 17 lutego 1925 w Saint-Martin-en-Haut, zm. 27 czerwca 1991) – francuski duchowny katolicki, biskup. Święcenia kapłańskie przyjął w 1950 roku, zaś w 1974 został mianowany przez papieża Pawła VI biskupem diecezji Rodez. Zrezygnował z kierowania diecezją 1 czerwca 1991 roku, zmarł 26 dni później.